# Chéreng

Chéreng este o comună în departamentul Nord, Franța. În 1 ianuarie 2022 avea o populație de 3.040 de locuitori.